# Anii 490
Secole: Secolul al IV-lea - Secolul al V-lea - Secolul al VI-lea
Decenii: Anii 440 Anii 450 Anii 460 Anii 470 Anii 480 - Anii 490 - Anii 500 Anii 510 Anii 520 Anii 530 Anii 540
Ani: 490 | 491 | 492 | 493 | 494 | 495 | 496 | 497 | 498 | 499